# Суперкубок Италии по футболу 2022
Суперкубок Италии по футболу 2022 (итал. 2022 Supercoppa Italiana) — 35-й розыгрыш Суперкубка Италии, ежегодного футбольного матча, в котором встречаются чемпионы Серии А и обладатели Кубка Италии предыдущего сезона. В матче встретились чемпион Серии А предыдущего сезона «Милан» и обладатель Кубка Италии сезона 2021/2022 «Интернационале».

## Детали матча
| Милан | 0:3     | Интернационале                         |
| ----- | ------- | -------------------------------------- |
|       | (отчёт) | Димарко 10′ · Джеко 21′ · Мартинес 77′ |

| Милан | Интер |